# Slaget vid Wolfenbüttel
Slaget vid Wolfenbüttel var ett slag mellan Sverige och det Tysk-romerska riket som skedde den 19 juni (g.s.) 1641. Slaget var en del av det trettioåriga kriget och slutade med svensk seger.

## Slaget
En förenad här från Sverige, Frankrike, Weimar och Lüneburg belägrade sedan december 1640 staden Wolfenbüttel. En kejserlig-bayersk undsättningshär var på marsch mot staden i juni 1641 och den 19 juni drabbade arméerna samman. Det kejserliga anfallet riktades mot de förbundnas högra flygel (svenskarna), medan den mot floden Ocker stödda vänstra flygeln (weimarianerna, fransmän och lüneburgare) engagerades mindre i striden. De kejserliga anföll svenskarna med infanteriet och vänstra flygelns kavalleri, samt försökte med det senare genom en skog kringgå svenskarnas högra flygel, men detta försök tillbakavisades kraftigt av Königsmarcks rytteri. Striden stod huvudsakligen emellan infanteristyrkorna. Efter en ytterst häftig kamp, som varade omkring fem timmar, drog sig den kejserliga armén tillbaka till sitt läger. Förlusterna i döda och sårade beräknas till inemot 4 000 man på vardera sidan. Wolfenbüttel förblev emellertid i de kejserligas händer till 1643. Under detta slag föll George von Zweigbergk som hade bytt sida till svenskarna inte långt innan.